# Xueta

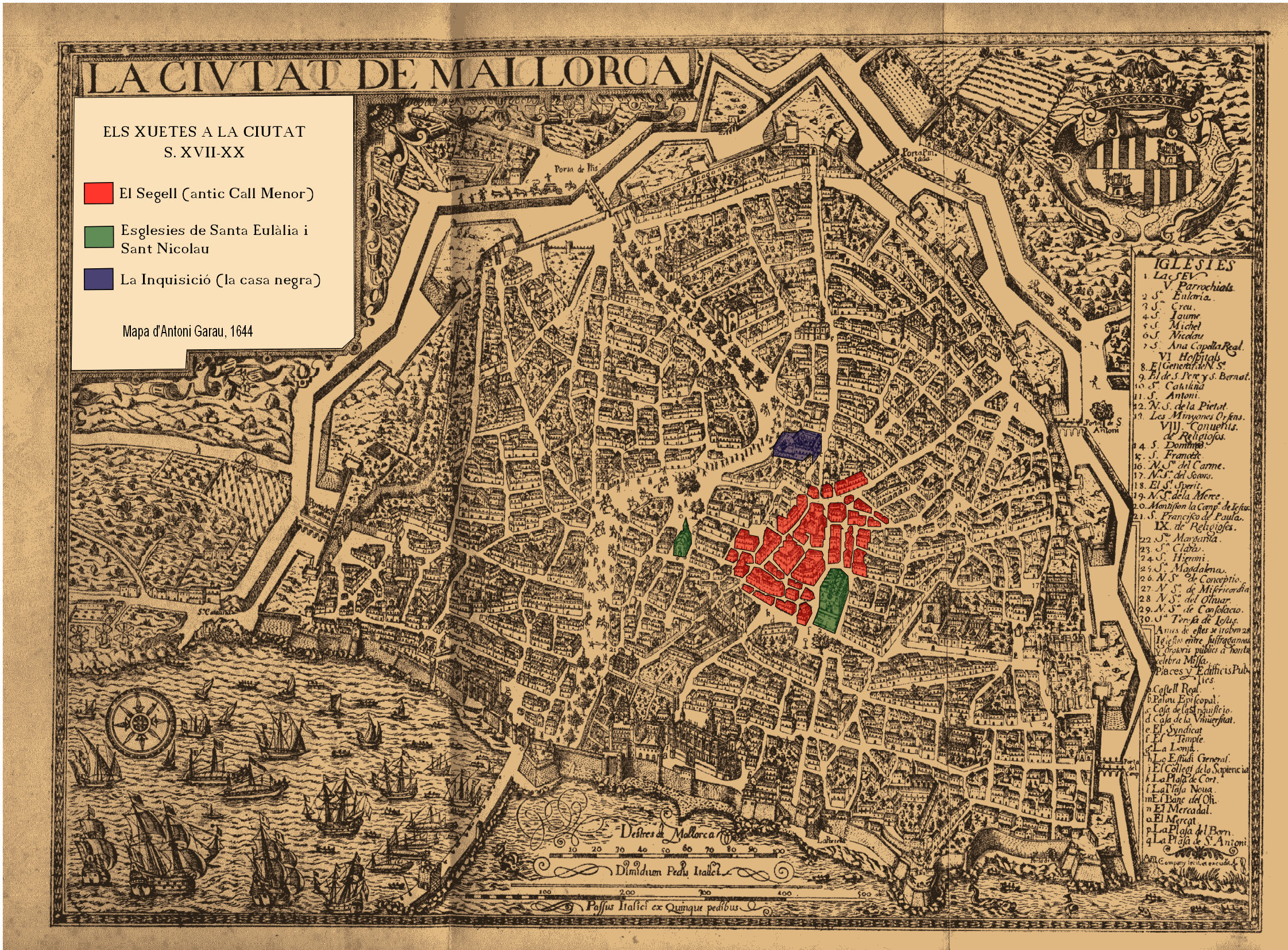
Das Segell, traditionelles Wohngebiet der Xuetas und die alte Call Menor (kleines Ghetto) von Palma

Die Xuetas, katalanisch xuetes [ʃwətəs], sind eine soziale Gruppe auf der spanischen Insel Mallorca. Der Historiker  Christian Riemenschneider qualifiziert sie als religiöse Minderheit. Sie sind Nachfahren der zum Christentum übergetretenen mallorquinischen Juden. Über den gesamten Zeitraum seit dem Übertritt zum Christentum haben sie ein kollektives Bewusstsein über ihre Abstammung erhalten. Denn sie tragen einen der Nachnamen konvertierter Familien, die durch die Inquisition wegen „heimlicher Ausübung des jüdischen Glaubens“ im letzten Viertel des 17. Jahrhunderts verfolgt wurden. Historisch gesehen sind sie stigmatisiert worden und mussten isoliert leben. Bis Mitte des 20. Jahrhunderts haben die Familien nur innerhalb der Gruppe geheiratet. Heute tragen zirka 18.000 bis 20.000 Personen auf Mallorca einen der Xueta-Nachnamen.

## Etymologie und andere Bezeichnungen
Der Begriff xueta tauchte zum ersten Mal in Zusammenhang mit den ersten Inquisitionsprozessen im Jahr 1688 als gebräuchlicher Ausdruck für den Angeklagten auf. Seine Etymologie ist umstritten, und es existieren verschiedene Hypothesen. Die gängigsten sind folgende:
1. Der Begriff stammt von dem katalanischen Wort juetó,[4] der Verkleinerungsform von jueu (Jude) ab, was sich zu xuetó wandelte – ein immer noch gebräuchlicher Ausdruck –, um sich schließlich in xueta weiterzuentwickeln. Das Hauptargument zur Unterstützung dieser Hypothese ist, dass sein ursprünglicher Gebrauch selbsterklärend sei, was herablassende Nebenbedeutungen ausschließe.
2. Für andere handelt es sich um einen geringschätzigen Ausdruck, der von dem Wort xulla (Speck oder allgemeiner Schweinefleisch, im Mallorquinischen wird es xuia oder xua [ʃwə] ausgesprochen),[5] herrührt. Dieser Begriff würde Bezug nehmen auf die Ernährungsgewohnheiten der konvertierten Christen im Hinblick auf Schweinefleisch[6] oder aber auf die Tradition verschiedener Kulturen, Juden und Konvertierte mit beleidigenden Worten, die in Zusammenhang mit Schweinen stehen, zu benennen – siehe auch Marranen.[7]
3. Eine dritte Hypothese verbindet beide Etymologien: das Wort xuia soll den Ersatz des Buchstaben j von juetó durch den Buchstaben x provoziert haben, so dass xuetó entstand. Und seinerseits setzte sich xueta anstatt xuetó aufgrund der höheren phonetischen Ähnlichkeit mit xuia[8] durch.

Außerdem wurden die Xuetas auch del carrer del Segell (aus der Straße Segell) genannt, aufgrund der Bezeichnung des Viertels, in dem die Mehrheit von ihnen wohnte. Zusätzlich findet sich die Bezeichnung del carrer, die zum einen eine Abkürzung des eben genannten Ausdrucks del carrer del Segell ist, zum anderen kann sie vom kastilischen de la calle, einer internen Bezeichnung für die Xuetas in den offiziellen Dokumenten aus der Inquisitionszeit, hergeleitet werden, aufgrund ihrer phonetischen Nähe zum Ausdruck del call, der auf das alte jüdische Viertel in Palma de Mallorca Bezug nimmt. In jüngster Zeit wollte man die Xuetas mit der Straße Argenteria in Zusammenhang bringen. Diese stellt jetzt die jüdische Straße mit den bis vor kurzem meisten jüdischen Einwohnern in Palma dar. Ihr Name führt auf eines der bezeichnendsten Gebäude der Gruppe zurück.
In einigen Dokumenten wurden die Bezeichnungen hebreo, genero hebreorum, estirpe hebrea, direkt jueus oder auch das kastilische judío [ʒodío], macabeos oder in Zusammenhang mit ihren üblichen Berufen argenters (Juwelier) und marxandos (Lebensmittelhändler und Hausierer) benutzt.
Sicher ist, dass sich der Begriff xueta nach den Inquisitionsprozessen zu einem beleidigenden Ausdruck entwickelte. Die Betroffenen selbst benutzten neutralere Begriffe wie del Segell, del carrer. Am gebräuchlichsten war noltros (wir) oder es nostros (unsere) als Gegenstück zu ets altres (die anderen) und es de fora del carrer (die von außerhalb der Straße).

## Nachnamen
Die Xueta-Nachnamen sind: Aguiló, Bonnín, Cortès, Fortesa/Forteza, Fuster, Martí, Miró, Picó, Pinya, Pomar, Segura, Tarongí, Valentí, Valleriola und Valls. Diese stammen aus sehr großen bekehrten Gemeinden, da die Verzeichnisse der Glaubensbekehrungen zwischen dem 14. und 15. Jahrhundert und die während der Inquisition Ende des 15. und Anfang des 16. Jahrhunderts auf Mallorca mehr als 330 Konvertierte und aufgrund ihres jüdischen Glaubens Bestrafte dokumentieren. Es erregte bei vielen Forschern auf diesem Gebiet Aufmerksamkeit, dass einige Mallorquiner ganz eindeutig jüdische Nachnamen tragen, allerdings weder hebräische noch jüdische Vorfahren haben (zum Beispiel: Abraham, Amar, Bofill, Bonet, Daviu, Duran, Homar, Jordà, Maimó, Salom, Vidal und andere).
Einen konvertierten Vorfahren zu haben, ist nicht ausreichend, um xueta zu sein; diese Abstammung muss sich in der gemeinsamen Erinnerung der Mallorquiner über die Identifikation der Familien und der Abstammungslinien festgesetzt haben. Deswegen sind nur ein Teil der konvertierten Nachfahren auch wirklich Xuetas, obwohl die Xuetas alle Nachfahren von Konvertierten sind.

## Genetik
Verschiedene Studien von dem Departamente de Genética Humana der Universität der Balearen bestätigten, dass die Xuetas genetisch gesehen eine homogene Gruppe bilden. Sie sind im Hinblick auf die Analyse des Y-Chromosoms väterlicherseits und des mitochondrischen ADN mütterlicherseits mit der jüdischen Bevölkerung im Orient verwandt, aber auch mit den ost- und mitteleuropäischen Juden und denen in Nordafrika.
Außerdem können sie einige Pathologien genetischen Ursprungs aufweisen, wie zum Beispiel das Familiäre Mittelmeerfieber, das sie mit den sephardischen Juden gemein haben.

## Geschichte

### Vorfahren

#### Konvertierte Juden (1391–1488)

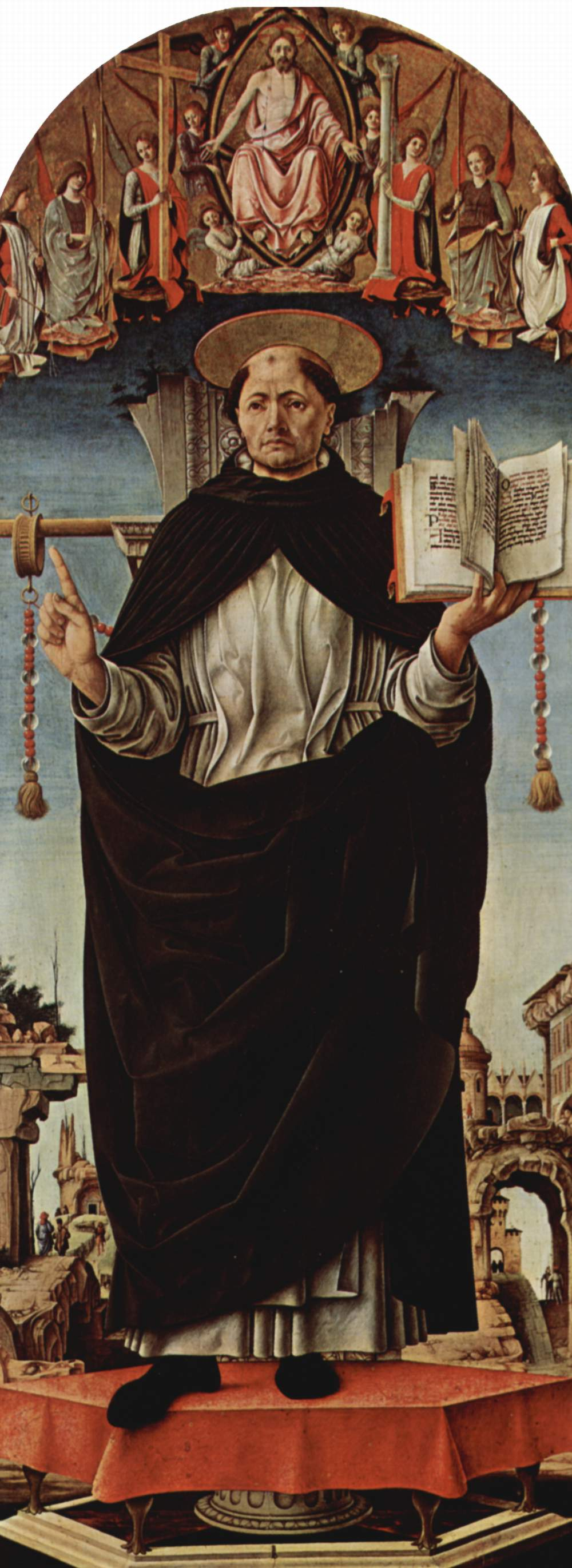
San Vicente Ferrer, aktiver Prediger für die Konvertierung der Juden.

Bis Ende des 14. Jahrhunderts steckte die mallorquinische Kirche große Anstrengung in die Konvertierung der Juden. Aber der Erfolg war lediglich von anekdotischem Charakter und ohne Konsequenzen für die soziale Bevölkerungsstruktur. Diese Situation veränderte sich ab dem Jahr 1391 mit dem Anschlag auf die Judenviertel, den Predigten des San Vicente Ferrer im Jahr 1413 und der Konvertierung der restlichen jüdischen Gemeinschaft auf Mallorca im Jahr 1435. Diese Ereignisse stellten ein Risiko und eine Gefahr für die Gemeinschaft dar, weswegen Massenkonvertierungen durchgeführt wurden, was zur Entstehung des sozialen Phänomens der Konvertierten führte.
Da die Konversionen unter Zwang stattfanden, übten viele Neubekehrte ihre traditionellen religiösen Praktiken einfach weiter aus. Daraufhin wurde die Cofradía de Nuestra Señora de Gracia oder de Sant Miquel dels Conversos gegründet, um die alte Judenversammlung zu ersetzen, die der Gruppe in unterschiedlichen Lebensbereichen Unterstützung geboten hatte, wie interne Justiz, eheliche Verbindung und natürlich religiösen Zusammenhalt.
Bis zum letzten Viertel des 15. Jahrhunderts konnten die Konvertierten ihre Tätigkeiten, wenn auch teils heimlich, ohne besonderen gesellschaftlichen oder staatlichen Druck ausüben, denn es gab nur geringe Inquisitionsaktivitäten und es fehlten Vorschriften für eine Glaubenstrennung. Wahrscheinlich lag es daran, dass eine relativ große Gruppe der Konvertierten intakt blieb.

#### Beginn der Spanischen Inquisition (1488–1544)

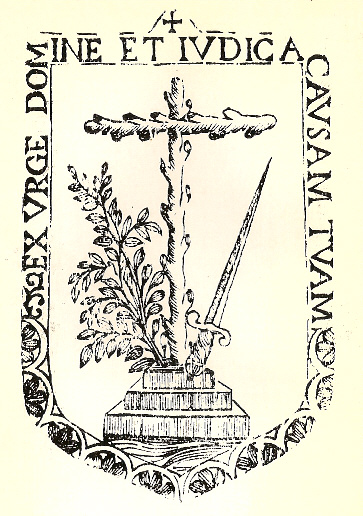
Schwert aus der Zeit der Inquisition auf Mallorca.

Im Jahr 1488, als immer noch einige der letzten Konvertierten von 1435 lebten, kamen die ersten Inquisitoren des neuen Tribunals der Katholischen Könige, die gerade dabei waren, einen Nationalstaat auf Basis einer einheitlichen Religion zu gründen, nach Mallorca. Wie in allen Gebieten der Aragonesischen Herrschaft blieben Protest und grundsätzliche Abwehrhaltung dagegen nicht aus, was allerdings wenig Nutzen brachte. Das Hauptziel war die Unterdrückung des heimlichen Judentums. Es begann mit der Einführung eines Begnadigungserlasses, wodurch man bei Selbstanzeige wegen Ketzerei einer strengen Verurteilung entgehen konnte.
Wegen dieses Begnadigungserlasses (1488–1492) zeigten sich 559 mallorquinische Juden selbst an, womit der Inquisition die Namen der Mehrheit der auf Mallorca lebenden Juden in die Hände fielen. Ganze Familien und Verwandtschaftkreise wurden hart bestraft. Im Nachhinein und bis zum Jahr 1544 wurde 239 Angeklagten die Strafe als angeblich getarnte Juden erlassen. Von den restlichen 537 Angeklagten wurden 82 hingerichtet und verbrannt und 455 flüchteten, weswegen nur ein Standbild von ihnen verbrannt wurde.

#### Neues Versteckspiel (1545–1673)
Dieser Zeitraum charakterisiert sich durch die Reduzierung der Gruppe aufgrund von Flucht vor der Bestrafung der vorherigen Epoche, und weil der Großteil der Übriggebliebenen zum Katholizismus überwechselte. Gleichzeitig begannen sich die Statuten der Limpieza de sangre in einem großen Teil der Organisationen der katholischen Kirche und religiösen Orden auszuweiten. Trotzdem hielt eine kleine Gruppe der großen Gemeinschaft der konvertierten Mallorquiner durch und konzentrierte sich in einigen Straßenzügen. Sie waren auf irgendeine Weise in die katholische Kirchenorganisation integriert und in speziellen Handelsgemeinschaften, besaßen eine ausgeprägte und komplexe Endogamie und praktizierten heimlich ihren jüdischen Glauben.
In diesem Zeitraum ließ die Inquisition auf Mallorca nach, gegen Juden tätig zu werden, obwohl sie von verbotenen Aktivitäten wusste. Folgende Gründe sind möglich: Die Übernahme der Struktur der Inquisition in den internen, mallorquinischen Parteien, das Auftauchen neuer religiöser Phänomene wie beispielsweise Konversionen zum Islam und Protestantismus oder die Kontrolle der Moral des Klerus. Aber ohne Zweifel stellt von Seiten der heimlichen Juden auch der Gebrauch von effizienteren Strategien zu ihrem eigenen Schutz einen Grund dar. Die späteren Inquisitionsprozesse informieren nämlich darüber, dass der Übergang zu religiösen Praktiken erst im Jugendalter erfolgte und bei Frauen erst, wenn feststand, wer ihr Ehemann sein würde und welchen Glauben dieser ausübte.
In diesem Kontext schickte im Jahr 1632 der federführende mallorquinische Inquisitionsbeamte Juan de Fontamar einen Bericht an die Oberste Inquisitionsbehörde, in dem er 33 Fälle für heimliches Judentum aufzählte. Unter diesen befand sich beispielsweise das Verbot, sich mit alt eingesessenen Katholiken zu verheiraten und bei Zuwiderhandlung die gesellschaftliche Zurückweisung; heimliche Ausübung des Judentums; die Absprache von Eheschließungen; der alleinige Besitz des Alten Testamentes im Wohnhaus ohne das Neue Testament zu besitzen; Verachtung und Beschimpfungen von Christen; das Ausüben von Berufen, die mit Gewichten zu tun hatten, um die Christen zu hintergehen; das Erlangen von Posten innerhalb der Katholischen Kirche, um sich danach bei Straffreiheit über sie lustig zu machen; Einführung eines eigenen Rechtssystems; Durchführen von Kollekten für die Armen; Finanzierung einer Synagoge in Rom, wo sie über einen Repräsentanten verfügten; heimliche Versammlungen; jüdische Praktiken, wie z. B. Tierweihen und Fasten; Befolgung des Sabbats; Vermeiden von religiösen Praktiken bei Todesfällen; und schließlich die Durchführung menschlicher Opferrituale. Überraschenderweise griff die Inquisition in diesem Fall nicht ein.

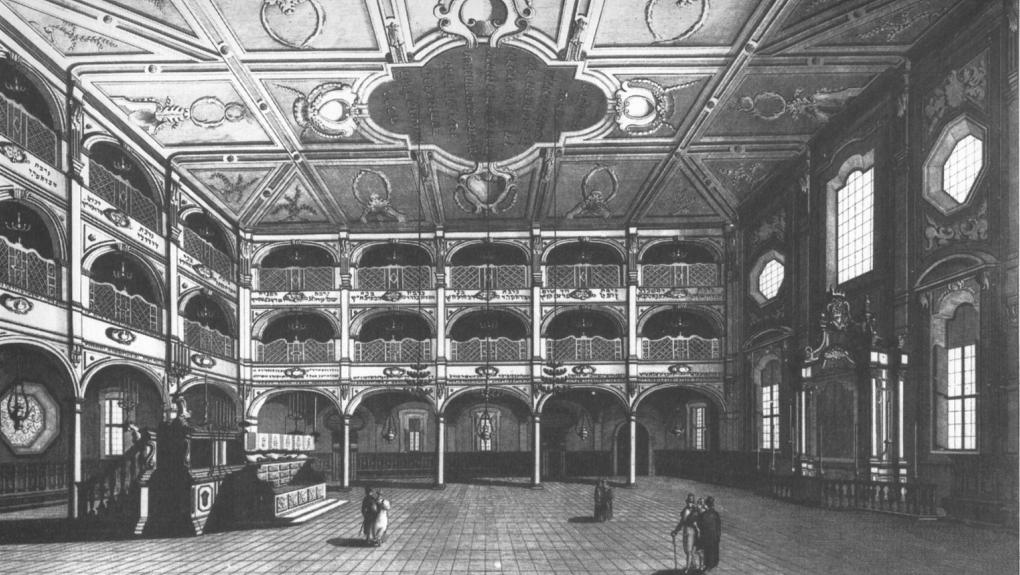
Synagoge von Livorno (erbaut im 17. Jahrhundert), bedeutende Stadt für die mallorquinischen Juden.

Um das Jahr 1640 begann für die Nachfahren der Konvertierten ein starker ökonomischer Aufstieg und sie gewannen zunehmend Einfluss auf die Handelswelt. Vorher waren sie, abgesehen von ein paar Ausnahmen, in erster Linie Handwerker und Lebensmittelhändler. Ab diesem Zeitpunkt allerdings und aus wenig ersichtlichen Gründen, begannen einige von ihnen in anderen wirtschaftlichen Zweigen hervorzutreten: Sie gründeten komplexe Handelsunternehmen, nahmen am Handel mit dem Ausland teil (sie schafften es 36 % davon zu kontrollieren), sie dominierten den Versicherungsmarkt und die Verteilung der Importprodukte. Andererseits hatten gewöhnlich nur Konvertierte Teil an den Unternehmen und diese bestimmten einen Teil der Einnahmen für karitative Zwecke, die direkt an die Bevölkerung flossen, während es der Rest der Bevölkerung gewohnt war über die Kirche zu spenden.
Wegen der immensen wirtschaftlichen Tätigkeit im Ausland nahmen sie wieder Kontakte zu den jüdischen Gemeinschaften auf der ganzen Welt auf, besonders zu Livorno, Rom, Marseille und Amsterdam. Über diese Kontakte hatten sie Zugang zu jüdischer Literatur. Man weiß, dass Rafel Valls, der religiöse Führer der konvertierten Mallorquiner, in der Epoche des falschen Messias Schabbtai Zvi nach Alexandria und Esmirna reiste, obwohl man nicht weiß, ob er Kontakt zu diesem hatte.
Wahrscheinlich bildete sich in dieser Zeit ein System interner gesellschaftlicher Lager – obwohl auch behauptet wird, dass es schon aus einer früheren jüdischen Epoche kommt –, das eine Art Aristokratie vom Rest der Gruppe unterschied. Später wurden diese orella alta bzw. orella baixa genannt. Es soll Unterscheidungen nach Religion, Beruf und Verwandtschaft gegeben haben, was zu einer Art Dachvereinigung und der Vermeidung von Nachnamenskreuzungen führte und zu dieser Zeit einen großen Einfluss auf die endogamen Praktiken hatte.

### Genesis

#### Zweite Verfolgung (1673–1695)
Die Gründe für die Wiederaufnahme der Verfolgung der mallorquinischen Juden nach ungefähr 130 Jahren und das auch noch zu einer Zeit, als die Inquisitionstätigkeiten bereits zurückgingen, sind nicht ganz klar: Finanzkrise der Krone, die Sorge um verfallene, wirtschaftliche Sektoren neben dem wirtschaftlich dynamischen Aufstieg der Konvertierten, die Wiederaufnahme religiöser Praktiken in der Gemeinschaft, statt Einschränkungen auf die heimischen 4-Wände, ein Wiederaufflammen des religiösen Eifers und das Urteil gegen Alonso López könnten sich unter den Beweggründen befinden.

##### Die Indizien

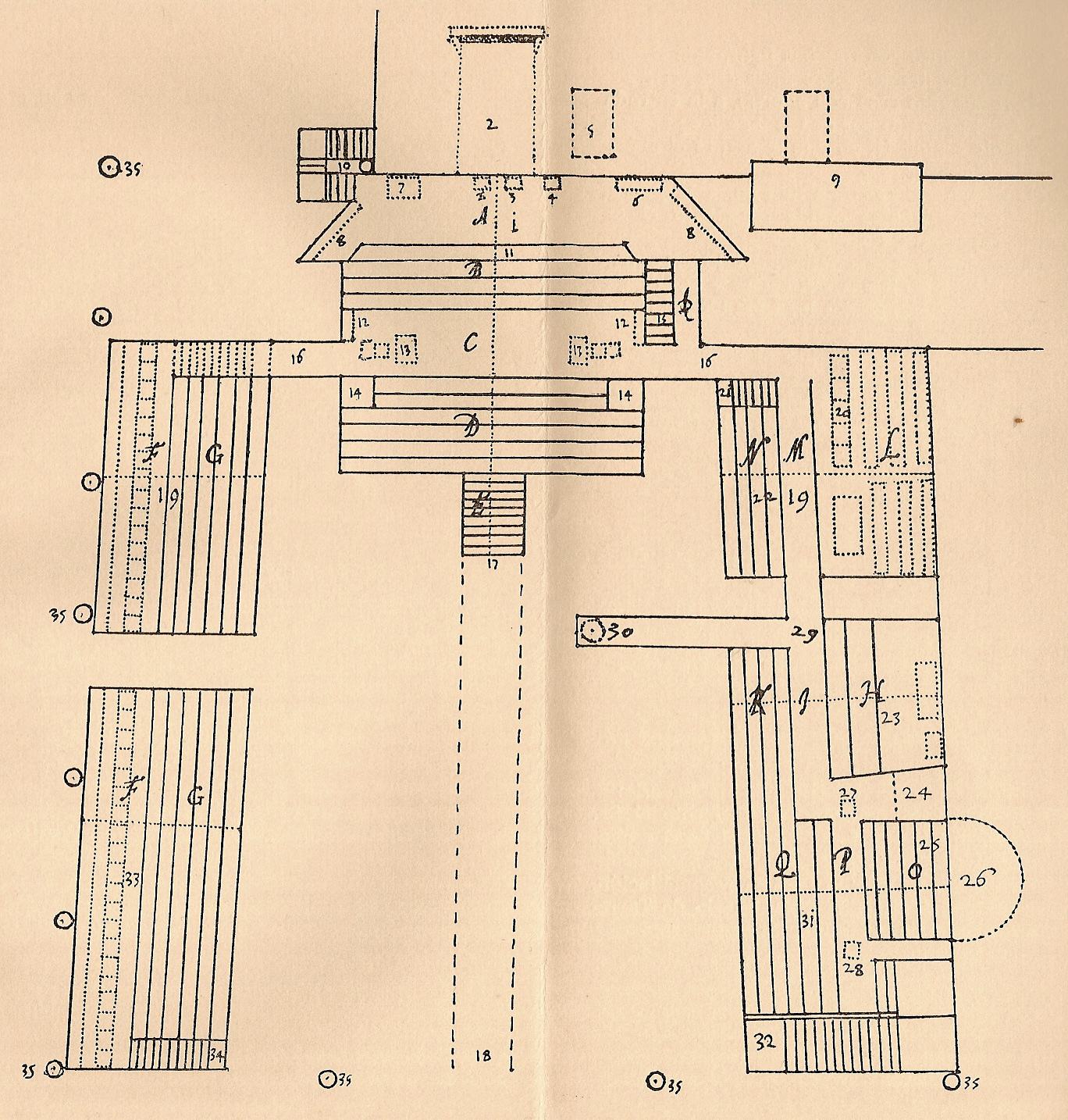
Plan des Sitzungssaals für die Verurteilungen 1675 auf Mallorca.

Bis zum Jahr 1670 sind konkrete Hinweise auf mallorquinische Konvertierte wie diese sehr rar, aber ab diesem Zeitpunkt tauchen sie vermehrt in den Schriften der Katholischen Kirche, dem Steueramt und der Inquisition auf. Das lässt auf generelle Wahrnehmung der Existenz der Gruppe schließen. Einige von ihnen kündigten die Mobilisierungsaktivitäten durch die Inquisition an:
Im Juli 1672 informierte ein Kaufmann die Inquisition darüber, dass ihn einige Juden aus Livorno um Informationen über mallorquinische Juden mit den Namen Forteses, Aguilóns, Tarongins, Cortesos, Picons etc. gebeten hatten. Im Jahr 1673 machte ein Schiff mit einer Gruppe von der spanischen Krone vertriebener Juden mit Ziel Livorno auf Mallorca Halt. Die Inquisition verhaftete einen jungen Mann mit 17 Jahren, der Isaac López hieß, in Madrid geboren und auf den Namen Alonso getauft war. Er flüchtete als Kind mit seinen konvertierten Eltern. Alonso weigerte sich zu bereuen und wurde schließlich lebendigen Leibes im Jahr 1675 verbrannt. Seine Hinrichtung löste ein starkes Mitgefühl unter den Juden aus und sorgte gleichzeitig für große Bewunderung seiner Widerstandskraft und Courage. Im selben Jahr der Festnahme von López informierten einige konvertierte Jugendliche ihren Beichtvater über ihre ausspionierten Kenntnisse zu Judenzeremonien, die ihre Dienstherren abhielten.

##### Die Verschwörung

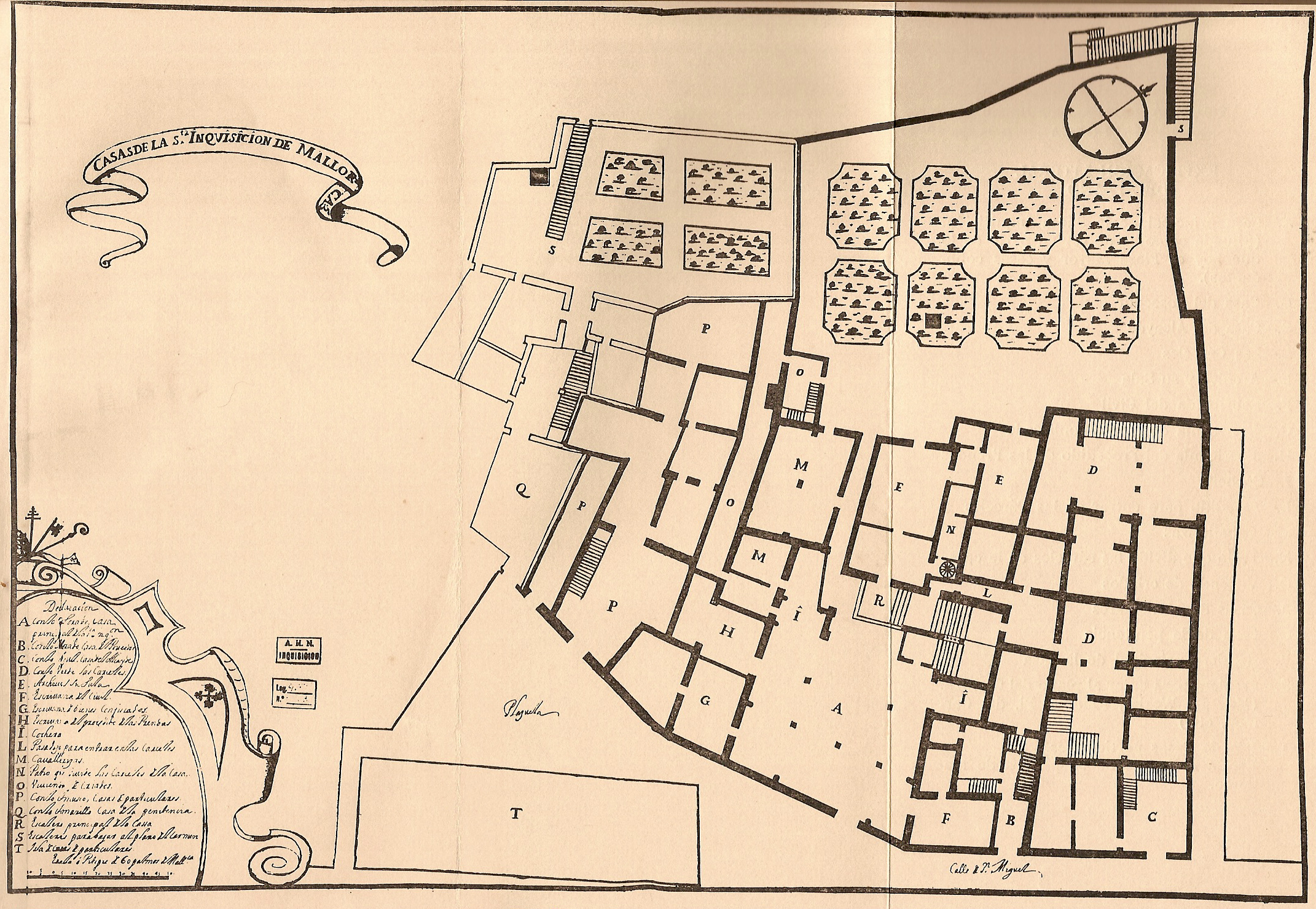
Plan des Hauptsitzes der Inquisition auf Mallorca, der Bau wurde mit den Beschlagnahmungen der Angeklagten von 1678 finanziert.

Im Jahr 1677 verordnete die oberste Inquisitionsbehörde mit vier Jahren Verspätung, den Fall der Jugendlichen zu verfolgen. Zur selben Zeit versammelten sich die Ausspionierten – so betitelten sie sich selbst, Bezug nehmend auf die Einhaltung der Gesetze Moses – in einem Garten in der Stadt, um Jom Kippur zu feiern. Einer der Anführer der heimlichen Juden Mallorcas, Pere Onofre Cortés alias Moixina, Dienstherr einer der Jugendlichen und Eigentümer des Gartens, wurde zusammen mit fünf anderen Personen verhaftet. Ab diesem Zeitpunkt wurden innerhalb nur eines Jahres 237 weitere Personen verhaftet. Mit der Hilfe korrupter Funktionäre mussten die Beschuldigten aber lediglich geringe Informationen preisgeben und waren so in der Lage, nur eine geringe Zahl Mitgläubiger preisgeben zu müssen. Alle Beschuldigten baten um die Wiederaufnahme in die Kirche und wurden deswegen begnadigt. Diese Prozesse wurden mit dem Begriff Verschwörung bekannt.
Ein Teil der Strafe bestand in der Beschlagnahmung allen Hab und Gutes der Beschuldigten. Dieses wurde auf eine Höhe von insgesamt 2 Millionen mallorquinischen Libras geschätzt, und es wurde auf Anweisung der Inquisition in gültige Währung umgewandelt. Es handelte sich um eine exorbitant hohe Summe von 654 Tonnen Silber, und laut einem Einspruch des Gran i General Consell de Mallorca gab es eine solche Menge auf der gesamten Insel nicht.
Im Frühling des Jahres 1679 wurden schließlich fünf Urteile vollstreckt. Dem ersten Urteil gingen die Zerstörung des Gartens, in dem sich die Konvertierten trafen, und das Aussäen von Salz voraus. In diesen Urteilen wurden Schuldsprüche gegen 221 Konvertierte vor einer enormen Zuschauermenge gefällt. Danach wurden die Schuldiggesprochenen in neue Gefängnisse gebracht, die die Inquisition mit dem beschlagnahmten Vermögen gebaut hatte.

##### LaCremadissa(Verbrennung)

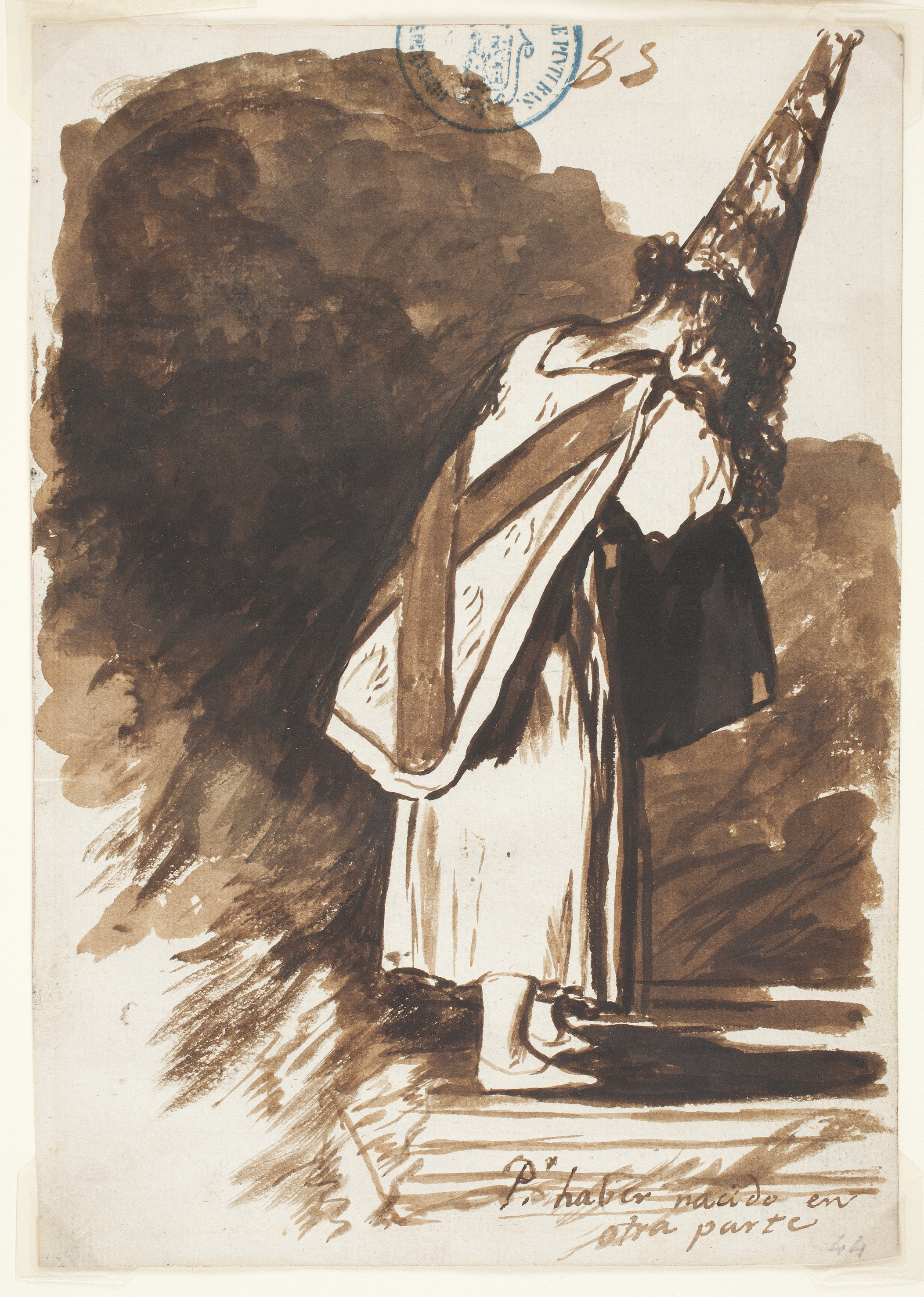
Verurteilter (Francisco de Goya).

Nach dem Absitzen der Strafe beschloss ein Großteil derer, die den jüdischen Glauben weiterverfolgen wollten, in kleinen Gruppen von der Insel zu fliehen. Ihr heimliches Praktizieren war überführt, sie waren besorgt wegen der Überwachung durch die Inquisition und schikaniert von einer Gesellschaft, die sie für die wirtschaftliche Krise durch die Beschlagnahmungen verantwortlich machte. Einigen wenigen gelang die Flucht. Inmitten dieses Prozesses beschleunigte ein anekdotenhafter Umstand einen erneuten Wellenschlag der Inquisition. Rafel Cortés, alias cap loco, heiratete eine Frau mit einem für Konvertierte typischen Nachnamen: Miró. Allerdings war sie Katholikin. Seine Verwandten beglückwünschten ihn nicht zu seiner Eheschließung, sondern beschuldigten ihn, sich mit schlechtem Blut zu mischen. Zum Trotz denunzierte er wiederum einige seiner Glaubensgenossen bei der Inquisition und beschuldigte sie den verbotenen Glauben weiter auszuüben. Da sie dahinter eine generelle Anzeige vermuteten, vereinbarten sie eine Massenflucht. Am 7. März 1688 wollte eine große Gruppe Konvertierter heimlich in einem englischen Schiff Richtung Amsterdam ablegen. Aber ein unverhofftes Unwetter verhinderte das Ablegen und im Morgengrauen kehrten sie zu ihren Häusern zurück. Die Inquisition war inzwischen auf ihre Aktion aufmerksam geworden und alle wurden verhaftet.
Die Prozesse zogen sich über drei Jahre hin. Die Beschuldigten wurden strikt getrennt gefangen gehalten, um jegliche Absprache zu verhindern, was zusammen mit der religiösen Niederlage, weil es unmöglich war zu fliehen, den Zusammenhalt der Gruppe schwächte. Im Jahr 1691 verurteilte die Inquisition in vier Prozessen 88 Personen; von 5 wurden symbolisch die Bilder verbrannt, von 3 Personen die Gebeine und 37 wurden tatsächlich umgebracht. Von Letzteren wurden 3 Personen (Rafel Valls und die Geschwister Rafel Benet und Caterina Tarongí) lebend verbrannt. Dabei waren 30.000 Zuschauer anwesend.
Die angekündigten Verurteilungen durch die Inquisition schlossen andere Strafen mit ein, die sich zumindest auf zwei nachfolgende Generationen auswirkten: direkte Familienangehörige, sowohl Kinder als auch Enkel, konnten keine öffentlichen Posten bekleiden, keine Priester werden und weder Schmuck tragen noch auf Pferden reiten. Die beiden letzten Strafen wurden aber anscheinend nicht umgesetzt. Die anderen Strafen behielten aus reiner Gewohnheit über die zwei tatsächlich verurteilten Generationen hinaus ihre Gültigkeit.

##### Die letzten Prozesse
Das Prozesskapitel war immer noch nicht abgeschlossen, als die Inquisition einige Verfahren gegen Personen, die von Angeklagten aus den Akten von 1691 denunziert worden waren, eröffnete – obwohl sie diese später wieder einstellte. Die Mehrheit waren bereits Verstorbene; man führte einen einzigen Prozess im Jahr 1695 gegen 11 Verstorbene und eine lebende Frau, die begnadigt wurde. Auch im 18. Jahrhundert gab es zwei Einzelprozesse: 1718 zeigte sich Rafel Pinya spontan selbst an und wurde begnadigt, und 1720 wurde Gabriel Cortés, alias Morrofés, flüchtig in Alexandria und formal zum Judentum konvertiert, als letzter von der mallorquinischen Inquisition zum Tode verurteilt.
Es besteht kein Zweifel, dass die letzten Fälle anekdotischen Charakter besitzen. Mit den Prozessen aus dem Jahr 1691 machten es der religiöse Niedergang und die allgegenwärtige Angst unmöglich, dass der alte Glaube noch eine Stütze sein hätte können. Damit erfüllten sich die Ziele der Inquisition: Beschlagnahmung der Besitztümer, vor allem in den Prozessen von 1678; Bestrafung der Ketzer, was sich bis ins 20. Jahrhundert fortsetzte, und die Unterwerfung der Konvertierten. Ab diesem Zeitpunkt kann man im modernen Sinn von Xuetas sprechen.

#### Antijüdische Propaganda

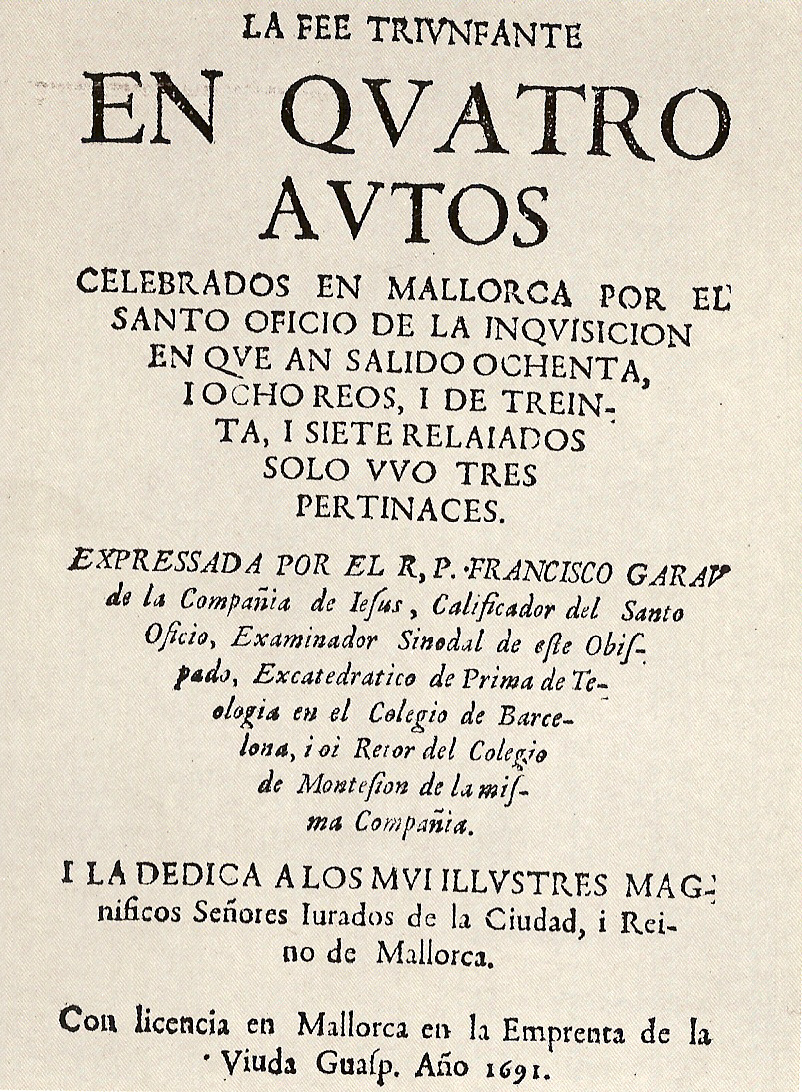
Erste Ausgabe von La Fe Triunfante von Francisco Garau (1691).

##### La Fe Triunfante
Im Zuge der Verurteilungen von 1691, publizierte Francesc Garau, ein Jesuit, Theologe und aktiver Teilnehmer an den Inquisitionsprozessen, die Schrift La Fe Triunfante en quatro autos celebrados en Mallorca por el Santo Oficio de la Inquisición en qué an salido ochenta i ocho reos, i de treinta, i siete relaiados solo uvo tres pertinaces. Abgesehen von der heutigen Bedeutung als Dokumentation und geschichtlicher Quelle war die Hauptintention des Buches, die Erinnerung und die Schande der Konvertierten zu verewigen. Es trug beachtlich dazu bei, eine ideologische Basis für die Absonderung der Xuetas zu legen und diese auch aufrechtzuerhalten. Der Band wurde 1755 neu aufgelegt und dazu benutzt, für eine Einschränkung der bürgerlichen Rechte der Xuetas zu argumentieren. Außerdem diente es als Basis für das Pamphlet von 1857 La Sinagoga Balear o historia de los judíos mallorquines. Im 20. Jahrhundert wurden einige Neuauflagen herausgegeben, allerdings nun mit dem Ziel, genau das Gegenteil der Absicht des damaligen Autors zu erreichen.

##### Büßerhemden

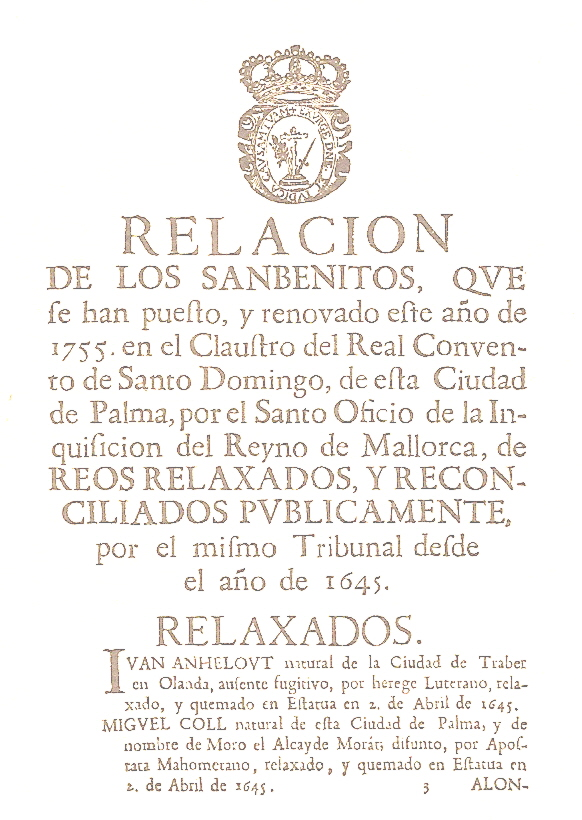
Einband der Relación de Sanbenitos…de Palma… 1755.

Gramalleta oder sanbenito war ein Brauch zur Bestrafung der Angeklagten der Inquisition. Sie waren gezwungen Büßerhemden zu tragen. Das Aussehen der Büßerhemden verriet die begangenen Straftaten und auch die zu erwartende Strafe. Nach dem Urteilsspruch wurde ein Bild mit dem Angeklagten in seinem Büßerhemd und mit seinem Namen gemalt. Im Fall von Mallorca wurden diese Bilder öffentlich im Kloster von Santo Domingo ausgestellt, um die Erinnerung an die Verurteilungen zu verewigen.
Aufgrund der Verschlechterung der Situation aus Sicht der Inquisition seit dem 17. Jahrhundert ordnete diese mehrere Male eine Reform an. Aber die Situation stellte sich wegen der Unmenge an Nachnamen, von denen auch noch manche mit Nachnamen aus dem Adel übereinstimmten, nicht gerade einfach dar. Im Jahr 1755 schließlich wurde die Reform durchgesetzt. Allerdings setzte man lediglich eine Reform der Verordnungen ab dem Jahr 1645 durch, und somit wurden nur die Nachnamen von eindeutig nachgewiesenen Juden berücksichtigt. Die Nachnamen von etwa 1000 Bestraften und 200 wegen heimlichen Judentums Angeklagter fielen dabei unter den Tisch. Durch die Reduzierung der Nachnameliste wurde es für die Mehrheit der mallorquinischen Bevölkerung noch einfacher sich auf die diskriminierende Ideologie einzulassen, weil die Gruppe der angeklagten Konvertierten jetzt genau – und fälschlich – definiert war und endgültig ausgegrenzt wurde.
Im selben Jahr, 1755, in dem La Fe Triunfante neu aufgelegt wurde, kam Relación de los sanbenitos que se han puesto, y renovado este año de 1755, en el Claustro del Real Convento de Santo Domingo, de esta Ciudad de Palma, por el Santo Oficio de la Inquisición del Reyno de Mallorca, de reos relaxados, y reconciliados publicamente por el mismo tribunal desde el año de 1645 heraus, um trotz aktiver Opposition der Betroffenen, darauf zu beharren, die Geschehnisse nicht zu vergessen. Die Büßerhemden wurden bis ins Jahr 1820, in dem eine Gruppe Santo Domingo stürmte und es niederbrannte, öffentlich ausgestellt.

### Die Gemeinschaft
Die Aktivitäten der Inquisition, die zu Anfang das Verschwinden der Juden über eine Zwangseingliederung in die christliche Gemeinschaft erzwingen wollte, provozierten einen nahezu einzigartigen Paradoxeffekt. Sie hielten die Erinnerung an die Bestraften, und noch dazu an alle Namensträger der entehrten Familien, auch wenn sie nicht verwandt waren oder sogar aufrichtige Christen, aufrecht. Dadurch entwickelte sich eine Gesellschaft, die, obwohl es keine jüdischen Elemente mehr gab, eine gruppenähnliche Struktur hatte, die der in den restlichen jüdischen Gemeinschaften der Diaspora glich: Ihre Rolle im wirtschaftlichen System, der starke Zusammenhalt der Gruppe, die interne Endogamie, das Kooperations- und Interdependenzmodel, das jüdische Bewusstsein und die gesellschaftliche Feindseligkeit nach außen sind Elemente, die sie in unterschiedlichem Grad weiterhin als Juden, oder besser gesagt als katholische Juden, kenntlich machten. Sie lieferten die organisatorische Basis der Gruppe nach der Erschütterung durch die Inquisition. Im mallorquinischen Kontext des 17. und 18. Jahrhunderts entsprach die gemeinschaftliche Lösung einer sehr viel strafferen sozialen Struktur als in den vorhergehenden Jahrhunderten, in der auch Adelige, Kaufleute, Handwerker, Tagelöhner oder Bauern dichte, endogamische Einheiten unter sich bildeten, die noch bis vor vergleichsweise kurze Zeit andauerten, auch wenn sie nicht gesellschaftlich stigmatisiert waren.
Aber die Gesellschaft, die nach den Prozessen der Inquisition entstand, wo noch die Veränderungen in der religiösen Ausrichtung hinzukamen, modifizierte ebenso wesentliche Aspekte der vorherigen Strukturierung. Und als die wirtschaftliche Bedeutung, die sie vorher besessen hatten, einmal wiedererlangt war, begann ein heftiger und anhaltender Prozess des aktiven Kampfes um Gleichberechtigung, der ihre Geschichte besonders auszeichnete. In diesem Umfeld tauchten zu verschiedenen Zeiten einzelne Persönlichkeiten auf, die sich durch ihren Kampf für Gleichberechtigung hervorhoben: es sastre xueta Rafel Cortès Fuster, der Kaufmann Miquel Forteza i Pinya und Gabriel Cortès Cortès. Andererseits bewaffnete sich die damalige Gesellschaft, besonders die bürgerlichen und religiösen Einrichtungen, ausgehend von La fe triunfante mit einer Lehrschrift gegen die Gleichberechtigung, die sich bis in das 18. Jahrhundert entwickelte und bis in das 20. Jahrhundert bestehen blieb.

#### Das 18. Jahrhundert

##### Der Erbfolgekrieg (1706–1715)
Genauso wie unter der restlichen Inselbevölkerung gab es unter den Xuetas sowohl Anhänger der Habsburger als auch der Bourbonen. Zum einen wurde das französische Herrscherhaus als Element für religiöse und gesellschaftliche Modernisierung wahrgenommen, weil man sich von ihm etwas ganz anderes als die zuvor erfahrene Unterdrückung und Diskriminierung durch die österreichische Herrschaft, im Besonderen unter dem letzten Carlos, erhoffte. Ein kleiner Kern von Xuetas, angeführt von Gaspar Pinya, einem Importeur und Kaufmann von Kleidung, der Adelige belieferte, waren aktive Anhänger von Philipp V. Im Jahr 1711 deckte man eine von ihnen finanzierte Verschwörung auf, steckte sie ins Gefängnis und beschlagnahmte ihr Eigentum. Nach dem Ende des Konfliktes wurden ihnen dennoch als Entschädigung das Privileg, einen Degen zu tragen, und öffentliche Ehrenämter zuerkannt, und der Rest ihrer Gemeinschaft erlitt keine Beeinträchtigungen.

##### Die religiösen Konflikte
Bis zu den Prozessen der Inquisition war die Existenz von Mönchen und Nonnen del Segell ganz üblich, einige von ihnen waren sogar mit Juden verwandt, aber ab den Urteilsvollstreckungen wurde es sehr viel schwerer religiöse Ämter zu erlangen, wozu man eine bischöfliche Erlaubnis benötigte. Die einfachste Lösung bestand darin, sich zu einem Kloster im Ausland, das keine Erlaubnis verlangte, zu bekennen, was bedeutete, dass sie die Insel verlassen mussten, oder sie traten einem kleineren Orden bei und warteten auf einen toleranteren Bischof. Beide Möglichkeiten brachten Konflikte mit sich.
Ausweisungen von jüdischen Geistlichen auf königlichen Erlass in den Jahren 1739, 1748 und 1763 sind dokumentiert. In Bezug auf das Priesteramt zwang das Kathedraloberhaupt die Bischöfe wiederholte Male, jegliche Erlaubnis in ihrem eigenen und anderen Bistümern zu unterbinden. In einem Fall wartete ein Mönch 30 Jahre auf die Priesterweihe.

##### Konflikte in den Gilden
Schon während des 17. Jahrhunderts wurden die Statuten der limpieza de sangre in unterschiedliche Bereiche eingeführt, obwohl es Indizien für eine relativ lockere Handhabung bis zu den Prozessen der Inquisition gab. Von dieser Zeit an etablierten sie sich. Im Jahr 1689 fand eine Trennung statt. Die Konvertierten durften nicht mehr in die Zunftgenossenschaften eintreten: Färber (1691), Bäcker (1695), Chirurgen und Bader (1699), Schneider (1701), Espartograsverkäufer (1702), Tischler (1705), Schreiber und Prokuristen (1705) und Maler und Bildhauer (1706). Im Jahr 1757 teilten sich die Seiler in zwei Lager auf. Deswegen waren die Konvertierten schließlich ausschließlich auf die Gilden ihrer traditionellen Berufe beschränkt: Kurzwarenhändler, Juweliere, Krämer und Hausierer. Diese hatten keine Ausschlussbestimmungen, galten aber als fast schon exklusiv. Dies führte zu Konflikten, wobei der bekannteste Fall die saga de sastres Cortés ist: Sie prozessierten 30 Jahre lang und über drei Generationen, bis sie ihren Beruf ausüben durften. Der Aufenthalt von Rafel Cortés, alias es sastre xueta, in Madrid, um sich im Rechtsstreit zu verteidigen, war der Auslöser für die weiteren Schritte, die schließlich in den Verordnungen von Carlos III endeten.

##### Die Wiederauflage vonLa Fe Triunfante1755

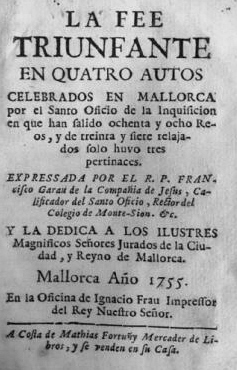
Einband der zweiten Ausgabe von La Fee triunfante… 1755.

Der zitierte Rafel Cortès Fuster, Tomàs Forteza und Jeroni Cortès, alias Geperut, versuchten im Jahr 1755 mit Protesten in einer Sitzung auf Mallorca die Wiederauflage von La Fe Triunfante zu verhindern. Das Einschreiten des Inquisitors erlaubte schließlich den Verkauf wieder aufzunehmen.

##### Abgesandte (1773–1788)

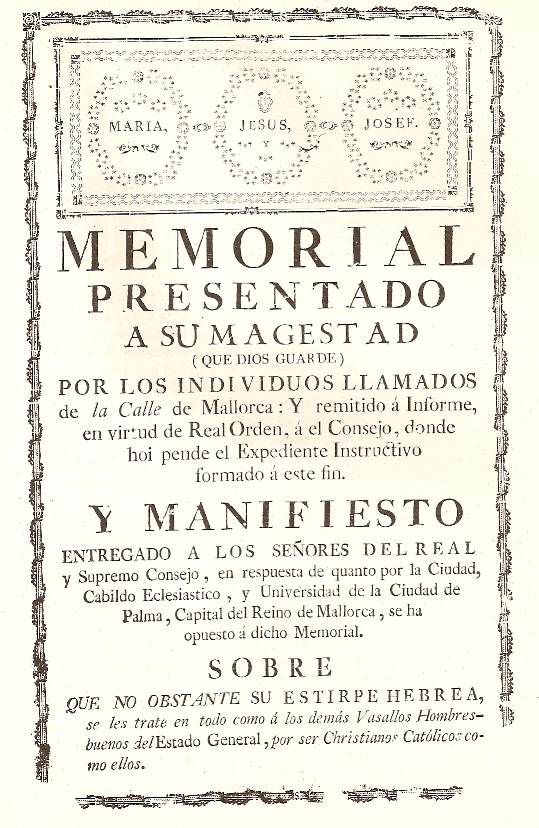
Beweisschrift für die Verteidigung der Rechte der xuetas vor dem Hof Karl III.

Im Jahr 1773 ernannte man sechs Abgesandte. Sie waren bekannt als perruques wegen ihrer pompösen Ausstattung, die sie während ihrer geschäftlichen Verhandlungen vor König Karl III. trugen, um die vollkommene gesellschaftliche und rechtliche Gleichberechtigung gegenüber allen anderen Mallorquinern einzufordern. Vom Hof aus ordnete man Gespräche mit mallorquinischen Einrichtungen an, die sich vehement gegen die Forderung der Nachkommen der Konvertierten wehrten. Der Vorfall wurde zu einem langen und kostspieligen Prozess, in dem die Parteien ihre jeweiligen Argumente vorbrachten. Die erstellten Dokumente lassen erahnen, bis zu welchem Punkt die Diskriminierung aus tiefer ideologischer Überzeugung und aus Trotz gegen die beharrliche Einforderung der Gleichberechtigung kam.
Im Oktober des Jahres 1782 forderte der Rechnungshof der Real Audiencia von Mallorca, obwohl man wusste, dass das Ergebnis der Beratschlagungen zugunsten der xuetas ausging, eine Bittschrift mit eindeutig rassistischem Argumentationsinhalt, in der man die Aussetzung der Vereinbarung und die Vertreibung der Juden auf Menorca und Cabrera (Insel) mit starken Einschränkungen ihrer Freiheit forderte.

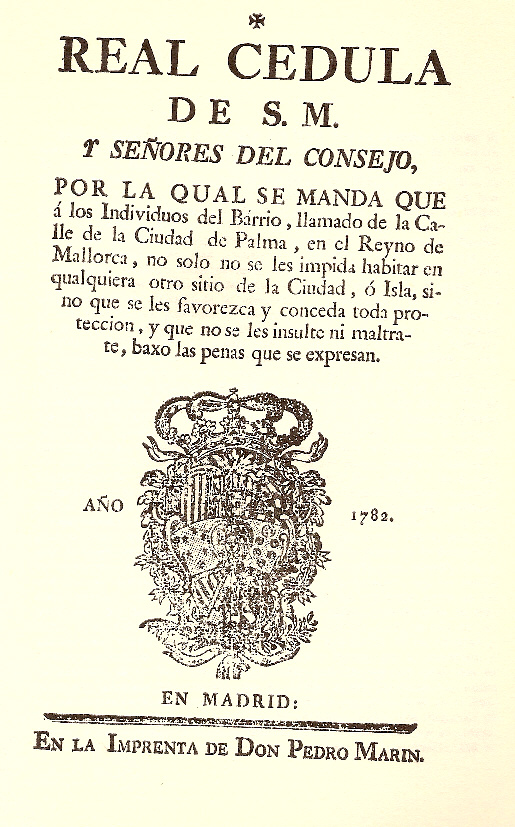
Das erste der drei Reales cédulas von Karl III. (1782).

Schließlich war der König zugunsten der xuetas geneigt, und am 29. November 1782 wurde die Real Cédula unterschrieben, welche die Bewegungsfreiheit und freie Wohnsitzwahl, den Abriss jedes architektonischen Elementes, das der räumlichen Trennung des Judenviertels Segell diente, und das Verbot von Beschimpfungen, Misshandlungen und den Gebrauch von verleumderischen Ausdrücken verordnete. Auf etwas zurückhaltende Weise zeigte sich der Monarch gewillt, ihnen freie Berufswahl und den Eintritt in die Marine und das Militär zu zugestehen. Allerdings sollte diese Verfügung erst umgesetzt werden, wenn sich die Gemüter nach einiger Zeit beruhigt hätten.
Kaum ein halbes Jahr später kehrten die Abgesandten mit derselben Forderung, sämtliche Berufe ausüben zu dürfen, zurück. Sie gaben an, dass die Beschuldigungen und die Diskriminierung nicht zurückgegangen waren, und protestierten gegen die Ausstellung der Büßerhemden im Kloster Santo Domingo. Der König berief daraufhin eine Versammlung ein, um die Sachlage zu untersuchen. Es wurde folgendes vorgeschlagen: Entfernung der Büßerhemden, Verbot von La Fe Triunfante, Verteilung der xuetas auf die gesamte Stadt, Beseitigung jeglicher formaler Hindernisse für gegenseitige Hilfe unter den xuetas, Zugang ohne Einschränkungen zu allen kirchlichen Ämtern, Universitäten und dem Militär, Abschaffung der Gilden und Streichung der Statuten der limpieza de sangre und, falls dies nicht möglich wäre, eine Beschränkung auf 100 Jahre (die beiden letzten Bestimmungen sollten für das gesamte Königreich gelten).
Nochmals begann eine Besprechungsphase, und im Oktober 1785 kam es zu einer zweiten Real Cédula, die sich aber kaum den Vorschlägen der einberufenen Versammlung annäherte. Es wurde lediglich der Zugang zum Militär und zu öffentlichen Ämtern bewilligt. Im Jahr 1788 legte schließlich eine letzte Verfügung die volle Gleichberechtigung in der Berufsausübung fest. Allerdings nahm diese keinerlei Bezug auf den Zugang zu Universitäten oder kirchlichen Ämtern. Im selben Jahr wurden von Seiten des Hofes und der Hauptbehörde der Inquisition Anstrengungen unternommen, die Büßerhemden aus dem Kloster zu entfernen, allerdings ohne Erfolg.
Wahrscheinlich war der spürbarste Effekt der Reales Cédulas die langsame Zerschlagung der calle. In einigen Ortschaften taten sich kleine Gruppen zusammen und etablierten sich langsam und vorsichtig in anderen Straßen und Gemeinden. Die gesellschaftliche Diskriminierung, die mütterliche Endogamie und die Ausübung traditioneller Dienste veränderte sich nicht, aber vor allem war die Trennung weiterhin im Bereich der Ehrentitel, der Erziehung und der Religion gültig. Dieser Bereich berührte die gesetzliche Regelung nicht.

#### Das 19. Jahrhundert

##### Ende der alten Herrschaft (1808–1868)

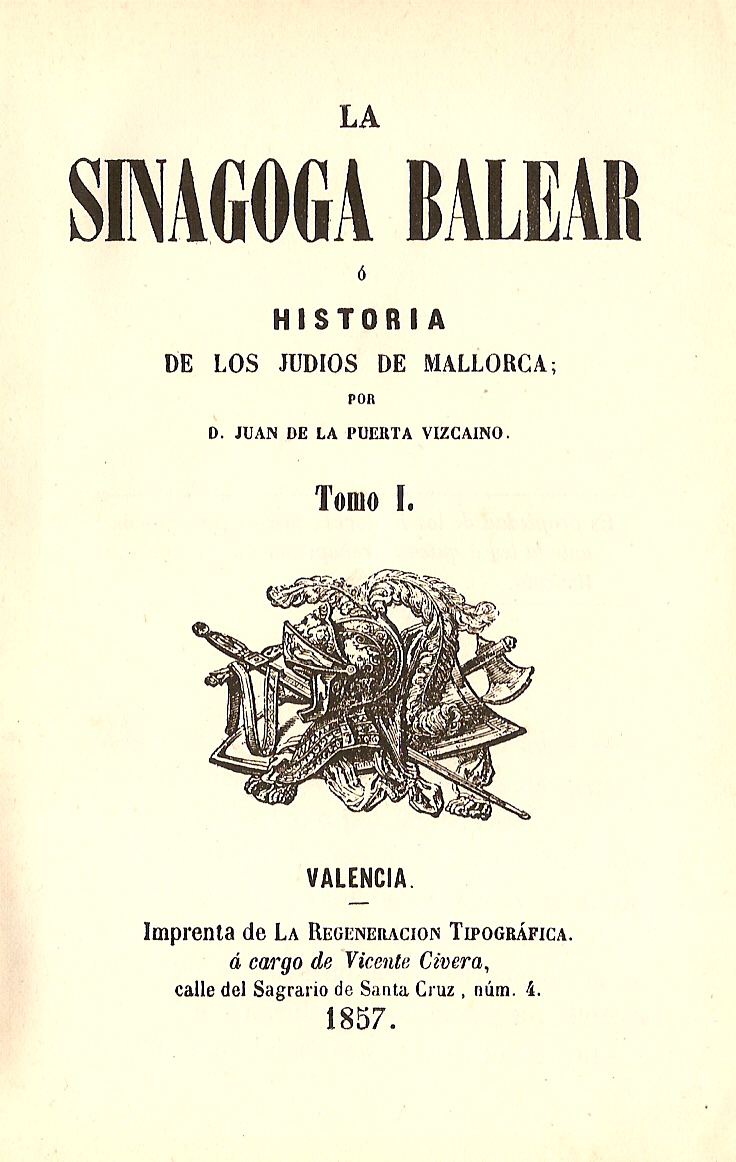
Einband von La Sinagoga Balear.

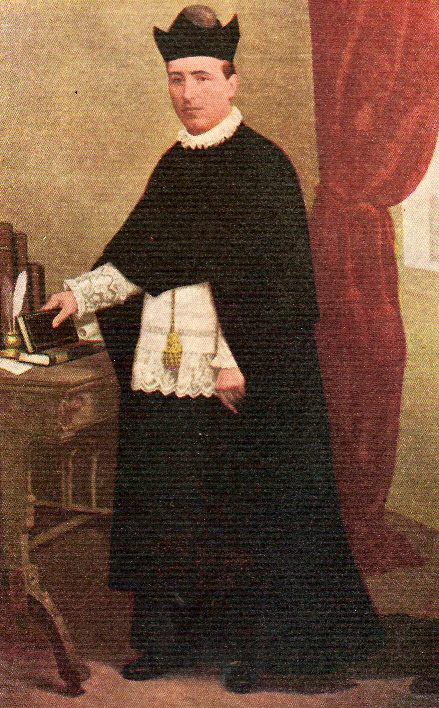
Gemälde von Josep Tarongí Cortès (1847–1890).

Mallorca wurde während der Napoleonischen Invasion nicht besetzt und, im Gegenteil zu Cádiz, etablierten sich in erster Linie Flüchtlinge mit der unbeugsamsten Ideologie und Neigung zur alten Herrschaft; vor diesem Hintergrund wurden die xuetas von 300 für die Front mobilisierten Soldaten bezichtigt, schuldig an der Invasionssituation zu sein und von ihnen in ihrem Viertel Segell überfallen. Im Jahr 1812 schaffte die Constitución de Cádiz, die bis zum Jahr 1814 gültig war, die Inquisition ab und führte die volle und sehnsüchtig erwartete Gleichberechtigung ein. Woraufhin sich die aktivsten xuetas der liberalen Bewegung anschlossen. 1820, als die Verfassung erneut eingeführt wurde, überfiel eine Gruppe xuetas den Hauptsitz der Inquisition und das Konvent Santo Domingo und verbrannte die Dokumente und Büßerhemden. Als diese wiederum abgeschafft wurde, wurde das Viertel 1823 abermals überfallen und ausgeplündert. Auf solche Episoden trifft man häufig in dieser Epoche, auch in kleineren Ortschaften wie Felanitx, Llucmajor, Pollença, Sóller, Campos etc. Im religiösen Umfeld wurde ein Ereignis von 1810 bedeutsam: der Priester Josep Aguiló, alias capellà Mosca, schaffte es nach unzähligen Versuchen in der Kirche San Felipe Neri zu predigen; dies endete einige Tage später mit einem Sturm auf die Kirche und der Kanzel im Lagerfeuer.
Zeitlich fiel der Fortschritt mit der Gründung von Erholungseinrichtungen und solchen zur gegenseitigen Hilfe zusammen, und sie traten in liberale Parteien ein. Der erste war im Jahr 1836 Onofre Cortés, der zum Stadtrat im Rathaus von Palma ernannt wurde. Zum ersten Mal seit dem 16. Jahrhundert bekleidete ein xueta einen Posten von gleichgesetztem Rang. Ab diesem Zeitpunkt war seine Gegenwart im Stadtrat und im Gemeindehaus normal. Zwischen 1850 und 1854 entwickelte sich ein langes Strafverfahren wegen Beleidigungen, bekannt unter dem Namen Pleito de Cartagena, weil zwei Jugendliche xuetas im Casino Balear wegen ihrer Herkunft von den Faschingsfeierlichkeiten ausgeschlossen worden waren. Es endete mit einer Strafe für den Vorsitzenden des Vereins. Im Jahr 1857 wurde La sinagoga balear o historia de los judíos de Mallorca veröffentlicht. Juan de la Puerta Vizcaíno unterschrieb das Schriftstück, das zum Großteil La Fe triunfante wiedergab und noch ein Jahr später von Tomàs Bertran i Soler mit Un milagro y una mentira. Vindicaciäon de los mallorquines cristianos de estirpe hebrea beantwortet wurde.

##### Ende des Jahrhunderts (1869–1900)
Obwohl die ideologische Spaltung im Inneren dieser Gesellschaft bis vor die Prozesse der Inquisition reichte, offenbarte es sich während dieses virulenten Wechsels: Eine sicherlich kleine, aber einflussreiche Gruppe, erklärtermaßen liberal (später republikanisch) und moderat kirchenfeindlich trat kämpferisch für die Abschaffung jeglicher Diskriminierung ein; und eine andere, vielleicht mehrheitliche Gruppe, aber kaum auffallend, war ideologisch gesehen konservativ, tief gläubig und sie blieben unbeachtet. Im Grunde beabsichtigten beide Strategien dasselbe: Das Verschwinden des Xueta-Problems, die eine, indem sie die Ungerechtigkeit bewies und die andere in der Nachahmung der übrigen Gesellschaft.
Wenn möglich, ließen einige besser gestellte Familien ihren Kindern eine hohe Bildung zukommen. Sie spielten dann eine wichtige Rolle in den aristokratischen Bewegungen dieser Epoche. Im Besonderen muss die vorrangige Rolle, die sie in der Renaixença catalana, in ihrem Einsatz für die Sprache und in der Wiedereinführung der Juegos Florales spielten, erwähnt werden. Als erste auffällige Persönlichkeit ist Tomàs Aguiló i Cortès zu Beginn des 19. Jahrhunderts zu nennen und unter den erwähnenswerten Nachfolgern befanden sich: Tomàs Aguiló i Forteza, Marian Aguiló i Fuster, Tomàs Forteza i Cortès, Ramón Picó i Campamar etc. Josep Tarongí Cortès, ein Priester und Schriftsteller, der seine Studien unter besonders erschwerten Bedingungen absolvierte und sein Kanonikat aufgrund seiner Herkunft außerhalb von Mallorca erzielen musste, ist ebenfalls erwähnenswert.
Er spielte eine Hauptrolle in einer der größten Polemikwellen zur Xueta-Frage im 19. Jahrhundert, weil es ihm 1876 verboten war, in der Kirche Sant Miquel zu predigen. Deswegen rief er zusammen mit einem anderen Geistlichen, Miquel Maura, dem Bruder von Antonio Maura, eine Debatte ins Leben, an der sich viele andere Schriftsteller beteiligten und, die sowohl auf als auch außerhalb von Mallorca mit Interesse verfolgt wurde.

#### 20. Jahrhundert

##### Bis zum Zweiten Weltkrieg (1900–1945)
Während des ersten Drittels des 20. Jahrhunderts geschahen bedeutende Veränderungen auf Mallorca. Die gesellschaftliche Trägheit der vorherigen Jahrhunderte begann zu verschwinden: Die Stadt Palma begann sich über ihre Stadtmauern hinaus auszudehnen, indem sie neue Bewohner anzog (Spanier und Ausländer), für die die Xueta-Frage überhaupt keine Rolle spielte. Auch die Wirtschaft öffnete sich für weniger traditionelle Modelle, und die Berufsbindung an eine Herkunft wurde gelockert. In diesem Umfeld war der Städteplaner und Politiker Guillem Forteza Pinya als xueta von Januar bis Oktober des Jahres 1923 Bürgermeister von Palma. Auch von 1923 bis 1930 während der Diktatur von Miguel Primo de Rivera bekleideten Joan Aguiló Valentí, alias Cera, und Rafel Ignasi Cortès Aguiló, alias Bet, das Bürgermeisteramt. Die kurze Periode der Zweiten Republik spielte ebenfalls eine wichtige Rolle aufgrund des offiziellen Laizismus und weil ein Großteil der xuetas mit dem neuen Staatsmodell ebenso wie mit dem damals liberalen Ideengut sympathisierte. Als ein Ereignis von großer Symbolkraft hielt während der republikanischen Republik zum ersten Mal ein Xueta-Priester die Predigt in der mallorquinischen Kathedrale.
Zum Ende der republikanischen Periode wurden viele xuetas ein Opfer der Unterdrückung durch Franco. Aber einige unterstützten auch die Militärrebellion. Weil man eine Zusammenarbeit mit den europäischen Juden vermutete, wurden anscheinend am Anfang des Bürgerkrieges und später in den 40er Jahren auf Gesuch der Falange-Bewegung und der deutschen Naziregierung Listen und Fragebögen für eine eventuelle Kontrolle der Xueta-Zahlen vorbereitet und es wurde ihre mögliche Deportation in Konzentrationslager geplant. Um jede Aktivität in diese Richtung zu vermeiden, ließ man dem Bischof Miralles einen Bericht empfehlen, der die Zahl der Betroffenen auf eine unvorstellbare Menge erhöhte.

##### Von der europäischen Nachkriegszeit bis heute (seit 1945)
Das Vorurteil gegen die xuetas begann ab den 50er Jahren unwiderruflich durch die aufblühende Tourismusindustrie zu verschwinden. Dies brachte große demographische Veränderungen und städtisches Wachstum mit sich, was die traditionelle gesellschaftliche Struktur und das Modell der Gruppenumsiedlungen definitiv veränderte. Somit wurde aus der strukturierten Gemeinschaft eine soziale Kategorie, die sich ihrer Herkunft durchaus bewusst war. Dies bestätigt sich in unzähligen Aspekten, wobei der bedeutendste sicherlich im allmählichen Verschwinden der endogamen Ehen liegt; in Palma gingen die Zahlen von 85 % im Jahr 1900 auf 20 % im Jahr 1965 zurück, und heutzutage existieren sie praktisch nicht mehr.
Aber noch im Jahr 1966 provozierte die Veröffentlichung von Els descendents dels jueus conversos de Mallorca. Quatre paraules de la veritat von Miquel Forteza i Pinya, dem Bruder des Bürgermeisters Guillem, die letzte große öffentliche Polemik in der Xueta-Frage. In dieser Schrift wurden die Erfolge des Baruch Braunstein im Archivo Histórico Nacional de Madrid, publiziert in den Vereinigten Staaten im Jahr 1936, bekannt. Diese zeigten auf, dass auf Mallorca mehr als 200 jüdische Nachnamen von Bestrafungen betroffen waren. In diesem Moment kann der Rückzug der Diskriminierung symbolisch allein auf den nicht-öffentlichen Bereich datiert werden, weil damit Anschuldigungen in der Öffentlichkeit praktisch nicht mehr vorkamen. Die Veröffentlichung von Forteza war auch der Beginn einer erfolgreichen Verlagsreihe auf der Insel, die aktuell auch noch weitergeführt wird und die Xueta-Frage zu einem der meist untersuchten Themen der mallorquinischen Geschichtsschreibung werden ließ.
Die von den Gesetzen zum Ende der Franco-Regierung geschaffene Religionsfreiheit ermöglichte gewissen Kontakt zum Judentum und begünstigte in den 60er Jahren eine Annäherungsversuche, die sich aber nicht konkretisierten außer im Falle von Nicolau Aguiló, der im Jahr 1977 nach Israel auswanderte, zum Judentum zurückkehrte und unter dem Namen Nissan ben Avraham zum Rabbiner wurde. Auf jeden Fall hatten das Judentum und die xuetas ein gewisses ambivalentes Verhältnis zueinander, weil es sich bei den xuetas um Juden mit christlicher Tradition handelt. Dies wurde von den politischen und religiösen Einrichtungen in Israel nicht beachtet. Für sie war lediglich die Tatsache, dass sie eine christliche Tradition besitzen, wichtig. Während für die xuetas, die in irgendeiner Form an einer Annäherung interessiert waren, das Kriterium für ihre Unterscheidung von anderen immer darin lag, dass sie Juden waren. Vielleicht erklärt diese Dualität den jüdisch-christlichen synkretistischen Kult, cristanismo xueta genannt, der von Cayetano Martí Valls gepredigt wurde. Ein wichtiges Ereignis mit dem Beginn der demokratischen Regierung war im Jahr 1979 die Wahl von Ramón Aguiló zum sozialistischen Bürgermeister von Palma bis zum Jahr 1991. Seine Wahl durch die Bürger kann als Hauptbeweis für das Ende der Diskriminierung gesehen werden. Eine letztendliche Bestätigung wäre der Fall von Francesc Aguiló i Pons, der von 1987 bis 2007 Bürgermeister der regionalen Linken von Campanet war.
Dies alles impliziert nicht automatisch das komplette Verschwinden der Diskriminierung. In einer Umfrage im Jahr 2001 durchgeführt von der Universidad de las Islas Baleares gaben 30 % aller Befragten an, dass sie niemals einen xueta heiraten würden, und 5 % würden auch keine Freundschaften mit xuetas eingehen. Diese Zahlen sind zwar recht hoch, doch muss man bei ihrer Bewertung berücksichtigen, dass die meisten Befürworter der Diskriminierung der älteren Generation angehören.
In den letzten Jahren haben sich die Vereinigung ARCA-Llegat Jueu, eine Forschungsgruppe zu Memoria del Carrer, des Instituto Rafel Valls mit religiösem Charakter, die Zeitschrift Segell gegründet und die Stadt Palma hat sich in das Netzwerk Red de Juderías eingegliedert. Dies alles lässt vermuten, dass früher heimliche Aktivitäten jetzt mit einer offenen Natürlichkeit ausgelebt werden.

## Literarisches Schaffen
Seit Anfang des 19. Jahrhunderts waren die xuetas ziemlich präsent im literarischen Schaffen auf den Balearen. Aber auch über die Balearischen Inseln hinaus findet sich das Thema xueta in der Literatur wieder. Wahrscheinlich wurde es am meisten in der Poesie verarbeitet, und dort in einem bitteren Ton. Es existiert aber keine systematische Sammlung von der bis heute erhaltenen Literatur, obwohl sich in der Bibliographie einige besondere Einzelwerke befinden. Es gibt ebenfalls viel publizierte Literatur, in der das Thema xueta eine wichtige Rolle spielt, und die von hohem literarischen Wert ist, wie beispielsweise Mort de dama oder Dins el darrer blau.

### Literarische Werke
Werke zum mallorquinischen Judentum werden ebenfalls aufgeführt:

#### Poesie
- Autos de fe celebrats per la Inquisició de Mallorca en els darrers anys del segle XVII, Oliver Gasà, Bartomeu, zirka 1691.
- L'adeu del Jueu, Picó i Campamar, Ramon, 1867.
- La filla de l'argenter, Picó i Campamar, Ramon, 1872.
- A S. M. el Rey, Tarongí Cortès, Josep, 1877.
- Der Chueta, Levin, D., 1884
- Lo fogó dels juheus, Pons i Gallarza, Josep Lluís, 1892.
- El xueta, d’Efak, Guillem, 196?.
- Càbales del Call, Fiol, Bartomeu, 2005.

#### Romane und Erzählungen
- Jorge Aguiló o Misterios de Palma, Infante, Eduardo, 1866.
- Los muertos mandan, Blasco Ibáñez, Vicente, 1909.
- La mayorquine, Gaubert, Ernest, 1914.
- Por el amor al dolor. Una chuetada, Monasterio, Antonia de, 1924.
- Mort de dama, Villalonga PonsS, Llorenç, 1931.
- La custodia Aguiló Aguiló, Marià, 1956.
- Els emparedats, Moyà i Gilabert de la Portella, Llorenç, 1958.
- Primera memoria, Matute, Ana Maria, 1960.
- El chueta, Ferrà i Martorell, Miquel, 1984.
- Contes del Call, Ferrà i Martorell, Miquel, 1984.
- Carrer de l'Argenteria, 36, Serra i BauçàA, Antoni, 1988.
- La por, ben Avraham, Nissan, 1992.
- Dins el darrer blau, Riera, Carme, 1994.
- La casa del pare, Segura Aguiló, Miquel, 1995.
- L’atlas furtiu, Bosch, Alfred, 1998.
- Cap al cel obert, Riera, Carmé, 2000.
- Josep J. Xueta, Pomar, Jaume, 2001.
- El darrer chueta de Mallorca, Aguiló, Tano, 2002.
- Le maître des boussoles, Rey, Pascale, 2004.
- La aguja de luz, Turrent, Isabel, 2006.
- Els crepuscles més pàl•lids, López Crespí, Miquel, 2009.

#### Theater
- Entremès d'un fadrí gran pissaverde, anonym, 18. Jahrhundert
- La cua del chueta, Ubach i Vinyeta, Francesc d'Assis, 1881.
- Dilluns de festa major, Mayol Moragues, Martí, 1955.
- El fogó dels jueus, Moyà i Gilabert de la Portella, Llorenç, 1962.
- Els comparses, Cortès CortèsS, Gabriel, 1963.
- A l'ombra de la Seu, Villalonga Pons, Llorenç, 1966.

#### Reiseaufzeichnungen und Memoiren
- Voyage dans les lles Baleares et Pithiuses, Grasset de Saint-Sauveur, André, 1800–05.
- Notas y observaciones hechas en mi viaje y permanencia en Mallorca, de Cabanyes i Ballester, Jose Antonio, 1837.
- Un hiver a Majorque, Sand, George, 1839.
- Viaje a la isla de Mallorca en el estio de 1845, Cortada, Juan, 1845.
- L'illa de la calma, Rusiñol, Santiago, 1919.
- Del meu temps, Forteza i Pinya, Miquel, 1926–1962.
- Babels i Babilònics, Fuster i Ortells, Joan.
- Diari 1957–1958, Fuster i Ortells, Joan
- A dead branch on the tree of Israel, Graves, Robert, 1957.
- Memòria chueta, Segura Aguiló, Miquel. 1994.
- La nissaga d'un chueta, Cortès, Llorenç. 1995.
- Històries del Carrer, Forteza, Conxa. 2006.
- Raíces chuetas, alas judías. Segura Aguiló, Miquel. 2007.

## Bibliografie
- Anonym: La Inquisición de Mallorca. Reconciliados y Relajados, 1488–1691. Hrsg.: Perdigó. Barcelona 1946.
- Anonym; Muntaner, Lleonard (Einleitung): Relación de los Sanbenitos: 1755. Miquel Font, editor, Palma de Mallorca 1993, ISBN 978-84-7967-018-4.
- Anonym; Pérez, Lorenzo (Bearbeitung, Einführung und Kommentare): Anales judaicos de Mallorca. Luís Ripoll, editor, Palma de Mallorca 1974, ISBN 84-400-7581-2.
- ben-Avraham, Nissan: Els anussim. El problema dels xuetons segons la legislació rabínica. Miquel Font, editor, Palma de Mallorca 1992, ISBN 84-7967-009-6.
- Bibiloni Amengual, Andreu: El comerç exterior de Mallorca. Homes mercats i productes d'intercanvi (1650–1720). El Tall, Palma de Mallorca 1995, ISBN 84-87685-49-8.
- Braustein, Bàruc; Massot i Muntaner, Josep (Prolog): Els xuetes de Mallorca. Curial, Barcelona 1976, ISBN 84-7256-078-3 (Originaltitel: The chuetas of Mallorca. Conversos and the Inquisition of Mallorca.).
- Colom Palmer, Mateu: La Inquisició a Mallorca (1488–1578). Curial, Barcelona 1992, ISBN 84-7256-993-4.
- Cortès Cortès, Gabriel; Serra, Antoni (vorläufige Studie): Historia de los judios mallorquines y de sus descendientes cristianos. Miquel Font, editor, Palma de Mallorca 1985, ISBN 84-86366-05-4.
- Cortès Cortès, Gabriel; Piña Homs, Roman: Les cartes romanes de Mossen Pinya. UIB, Palma de Mallorca 2000, ISBN 84-7632-588-6.
- Cortès, Llorenç: La nissaga d’un xueta. Lleonard Muntaner, Palma de Mallorca 1995, ISBN 84-88946-14-7.
- Rubén Darío: Das Gold Mallorcas. Erzählungen. Aus dem Spanischen von Ulrich Kunzmann. Reclams Universal-Bibliothek, 1018. Leipzig 1983[102]
- Font Poquet, Miquel S.: La fe vençuda. Jueus, conversos i xuetes a Mallorca. Miquel Font, editor, Palma de Mallorca 2007, ISBN 978-84-7967-119-8.
- Miguel Forteza: Els descendents dels jueus conversos de Mallorca. Quatre mots de la veritat. Editorial Moll, Palma de Mallorca 1970, OCLC 654155154.
- Francisco Garau, Llorenç Pérez (Prolog), Lleonard Muntaner (vorläufige Fassung): La fe triunfante. Imagen/70, Palma de Mallorca 1984, ISBN 84-86366-00-3.
- Juan und Eva Laub, Carmelo Lisón Tolosana (Prolog): El mito triunfante: estudio antropológico-social de los chuetas mallorquines. Miquel Font, editor, Palma de Mallorca 1987, ISBN 84-86366-28-3.
- Moore, Kenneth: Los de la calle. Un estudio sobre los chuetas. Siglo XXI de España editores, S.A., Madrid 1987, ISBN 84-323-0602-9 (Originaltitel: Those of the street: the Catholic-Jews of Mallorca.).
- Pérez Martínez, Lorenzo (Ausgabe); Riera i Monserrat, Francesc (Einführung): Reivindicación de los judíos Mallorquines. Fontes Rerum Balearium, Palma de Mallorca 1983, ISBN 84-398-0247-1.
- Picazo Muntaner, Antoni: Els xuetes de Mallorca: grups de poder i critojudaisme al segle XVII. Sobre jueus i conversos de les Balears. El Tall, Palma de Mallorca 2006, ISBN 84-96019-34-9.
- Piña Homs, Roman: El plet de Cartagena (1850–1855): Discriminacions de sang i dues burgesies en lluita a la Mallorca del XIX. Miquel Font, editor, Palma de Mallorca 2006, ISBN 84-7967-113-0.
- Planas Ferrer, Rosa; Pons, Damià (Prolog): Els malnoms dels xuetes de Mallorca. Lleonard Muntaner, Palma de Mallorca 2003, ISBN 84-95360-83-7.
- Pons Pons, Jerònia: Companyies i mercat assegurador a Mallorca (1650–1715). El Tall, Palma de Mallorca 1996, ISBN 84-87685-51-X.
- Porcel, Baltasar: Los chuetas mallorquines. Quince siglos de racismo. Península, Barcelona 2002, ISBN 978-84-297-5059-1.
- Porqueres i Gené, Enric: L’endogàmia dels xuetes de Mallorca. Identitat i matrimoni en una comunitat de conversos (1435–1750). Lleonard Muntaner, Palma de Mallorca 2001, ISBN 84-95360-18-7 (Originaltitel: Lourde alliance. Mariage et identité chez les descendants de juifs convertis à Majorque (1435–1750). Übersetzt von Riera i Montserrat, Francesc).
- Porqueres i Gené, Enric; Riera i Montserrat, Francesc: Xuetes, nobles i capellans (segles XVII-XVIII). Lleonard Muntaner, Palma de Mallorca 2004, ISBN 84-96242-12-9.
- Quadrado, José Maria: La judería en Mallorca en 1391. Lleonard Muntaner, Palma de Mallorca 2008, ISBN 978-84-92562-08-4.
- Riemenschneider, Christian. Katholische Juden? Eine Ethnografie zu den xuetes auf Mallorca. Göttinger Studien zur Kulturanthropologie/Europäischen Ethnologie-Göttingen Studies in Cultural Anthropology/European Ethnology; 1. Universitätsverlag: Göttingen 2016. Online: https://univerlag.uni-goettingen.de/handle/3/isbn-978-3-86395-212-9?locale-attribute=de# ISBN 9783863952129.
- Riera i Montserrat, Francesc; Melià i Pericàs, Josep (Einführung): Les lluites antixuetes del segle XVIII. Edición Moll, Palma de Mallorca 1973, ISBN 84-273-0341-6.
- Riera i Montserrat, Francesc: Xuetes i antixuetes. Quatre històries desedificants. El Tall, Palma de Mallorca 1993, ISBN 84-87685-32-3.
- Riera i Montserrat, Francesc; Porqueres i Gené, Enric (Prolog): La causa xueta a la cort de Carles III. Lleonard Muntaner, Palma de Mallorca 1996, ISBN 84-88946-24-4.
- Riera i Montserrat, Francesc: Els xuetes des de la intolerancia a la llibertat. Lleonard Muntaner, Palma de Mallorca 2003, ISBN 84-95360-93-4.
- Sand, George: Un invierno en Mallorca. Edicions Cort, Palma de Mallorca 2004, ISBN 978-84-7535-417-0.
- Angela Selke: Los chuetas y la Inquisición. Vida y muerte en el ghetto de Mallorca (= Ensayistas. Nr. 80). Taurus ediciones S.A., Madrid 1972, OCLC 403904 (Originaltitel: The Conversos of Majorca: Life and Death in a Crypto-Jewish Community in XVII Century.).
- Tarongí Cortès, José: Algo sobre el estado religioso y social de la isla de Mallorca. Miquel Font, editor, Palma de Mallorca 1984, ISBN 84-86366-04-6.
- Segell. Revista de Historia y cultura jueva. Nr. 1, 2, 3, 2005–2006. Lleonard Muntaner, ISSN 1696-6503, OCLC 70912578.